# Conto da Primavera
Conto da Primavera (Conte de printemps, no original) é um filme francês de 1990, do gênero comédia romântica, realizado por Eric Rohmer.

## Sinopse
Jeanne é uma professora de filosofia um tanto temperamental, mas de espírito aberto. O seu noivo está a viajar e ela não quer ficar no apartamento dele. Como alugou o seu próprio apartamento para uma prima, ela acaba por aceitar o convite de Natasha, uma estudante de música que conheceu numa festa, para dormir na sua casa. Ela instala-se no quarto de Igor, o pai de Natasha, que por sua vez passa todas as noites com a namorada.
Natasha conta a Jeanne a história do desaparecimento do seu colar e da suspeita de que a namorada do pai o tenha roubado. Mais tarde todos encontram-se num jantar, na casa de campo de Igor, onde as confusões serão desbaratadas e suspeitas esclarecidas.

## Elenco
- Anne Teyssèdre .... Jeanne
- Hugues Quester .... Igor
- Florence Darel .... Natasha
- Eloïse Bennett .... Eve
- Sophie Robin .... Gaelle
- Marc Lelou
- François Lamore